# Elasmus divinus
Elasmus divinus är en stekelart som beskrevs av Girault 1913. Elasmus divinus ingår i släktet Elasmus och familjen finglanssteklar. Inga underarter finns listade i Catalogue of Life.